# جلال‌آباد (بخش مرکزی سیرجان)
جلال‌آباد یک روستا در ایران است که در دهستان گلستان شهرستان سیرجان واقع شده‌است.